# کیم جونگ-هون
کیم جونگ هون (کره‌ای: 김정훈؛ زادهٔ ۲۰ ژانویه ۱۹۸۰) که همچنین با نام هنری جان هون (انگلیسی: John Hoon) نیز شناخته می‌شود، خواننده و بازیگر اهل کره جنوبی است. او به عنوان یکی از اعضای گروه دونفری کره‌ای یواِن (UN) به شهرت رسید و این گروه فعالیت خود را در سال ۲۰۰۰ و با انتشار تک‌آهنگ «پیغام صوتی» آغاز کرد. پس از منحل شدن گروه در سال ۲۰۰۵، شهرت او به عنوان بازیگر در روزگار شاهزاده، یک درام که بر پایهٔ مانهوا بود، افزایش پیدا کرد.

## فیلم‌شناسی

### مجموعه تلویزیونی
| سال       | عنوان                               | نقش                      | توضیحات     |
| --------- | ----------------------------------- | ------------------------ | ----------- |
| ۱۹۹۱      | قول سه روزه                         | جونگ دونگ گیو            | کی‌بی‌اس۲     |
| ۲۰۰۲      | پرتقال                              | کیم جونگ هون             | اس‌بی‌اس      |
| ۲۰۰۵      | قول                                 | جونگ سونگ وو             | ام‌بی‌سی      |
| ۲۰۰۶      | روزگار شاهزاده                      | شاهزاده لی یول           | ام‌بی‌سی      |
| ۲۰۰۶      | فرشته‌ای تو را برایم دوست خواهد داشت | یین تانگ‌یو               | اس‌دی‌تی‌وی    |
| ۲۰۰۷      | کدام یو هی                          | یو جون ها                | اس‌بی‌اس      |
| ۲۰۰۸      | استراتژی عشق                        | جین ژن هاو / کیم جونگ هو | هونان تی‌وی  |
| ۲۰۱۱      | من به عشق نیاز دارم                 | کیم سونگ سو              | تی‌وی‌ان      |
| ۲۰۱۱      | RUN60                               | پیرو / گاست دوم          | توکیو ام‌اکس |
| ۲۰۱۲      | مامان احمق                          | لی جه ها                 | اس‌بی‌اس      |
| ۲۰۱۳      | عشق در کیف او                       | دو جی هو                 | جی‌تی‌بی‌سی    |
| ۲۰۱۳      | Love On Tiptoe                      | ون چینگ یاو              | بی‌تی‌وی      |
| ۲۰۱۵      | کرهٔ گمشده                           | یو جونگ هو               | کی‌بی‌اس      |
| ۲۰۱۵      | رستوران آخر شب                      | کانگ هیون سونگ           | اس‌بی‌اس      |
| ۲۰۱۵      | قانون تغییرناپذیر اولین عشق         | پارک جونگ گو             | ناور تی‌وی   |
| ۲۰۱۵–۲۰۱۶ | سه جادوگر                           | جون یونگ                 | اس‌بی‌اس      |
| ۲۰۱۶      | خدای جنگ ژائو یون                   | گائو زه                  | هونان تی‌وی  |
| ۲۰۱۶      | شروع دوباره                         | ها سونگ جه               | ام‌بی‌سی      |
| ۲۰۱۶      | Distressed Beauty                   | باو ون شون               | هونان تی‌وی  |